# آيت حمو موسى (آيت ويخلفن)
آيت حمو موسى هو دُوَّار يقع بجماعة آيت ويخلفن، إقليم الحاجب، جهة فاس مكناس في المملكة المغربية. ينتمي الدوّار لمشيخة آيت ويخلفن التي تضم 6 دواوير. يقدر عدد سكانه بـ 661 نسمة حسب الإحصاء الرسمي للسكان والسكنى لسنة 2004.

## وصلات خارجية
- البوابة الوطنية للجماعات الترابية
- المندوبية السامية للتخطيط